# Thomas Fichtner
Thomas Fichtner (* 30. Dezember 1966 in Aschersleben) ist ein ehemaliger deutscher Sportschütze im Wurfscheibenschießen in den Disziplinen Trap und Doppeltrap.

## Leben und Karriere
Fichtner war Teilnehmer der Olympischen Spiele 2000 in Sydney und nahm am Trap-Wettkampf teil, er verpasste das Finale nur knapp und wurde Neunter mit 114 von 125 geworfenen Wurfscheiben. 1990 gewann er als Vertreter der DDR bei den Weltmeisterschaften in Moskau mit der Mannschaft zu der auch Jörg Damme und Ralf Rehberg gehörte die Bronzemedaille. 1996 gewann Fichtner bei der Europameisterschaft in Tallinn Bronze im Einzel und 1998 wurde er gemeinsam mit Karsten Bindrich und Waldemar Schanz Europameister mit der Mannschaft in Nikosia.
Thomas Fichtner wurde zweimal DDR-Meister und nach der Wiedervereinigung siebenmal Deutscher Meister sowie fünfmal Vizemeister.